# 제14회 DMZ국제다큐영화제
제14회 DMZ국제다큐영화제는 2022년 9월 22일에 열린 시상식이다.

## 수상 및 후보

### 국제경쟁 - 흰기러기상
- 비극이 잠든 땅 - 쿰자나 노바코바 수상

### 국제경쟁 - 심사위원 특별상
- 우리 이름은 학생 - 라피키 파리알라 수상

### 아시아경쟁 - 대상
- 미얀마의 산파들 - 스노우 흐닌 아이 흘라잉 수상

### 아시아경쟁 - 넥스트 상
- 미얀마의 산파들 - 스노우 흐닌 아이 흘라잉 수상

### 한국경쟁 - 대상
- 씨앗의 시간 - 설수안 수상

### 단편경쟁 - 대상
- 여공들의 기숙사 - 소요헨 수상

### 단편경쟁 - 심사위원 특별상
- 네임리스 신드롬 - 차재민 수상

### 청소년섹션-무한상상(경기도교육감상)
- 배드 파더 - 박윤성 수상

### 청소년섹션 - 상상이상(영화제집행위원장상
- 굿바이, 무궁화호 - 한진섭 수상

### 청소년섹션 - 자유연상(영화제집행위원장상)
- 두 유 노 벡델? - 민주홍 수상
- 이것 또한 사랑이라면 - 박소은 수상
- 슈퍼우먼 - 백지윤 수상
- 얼레벌레 곤충소비생활 - 원희주 수상

### 특별상 - 용감한 기러기상
- 돌들이 말할 때까지 - 김경만 수상

### 특별상 - 아름다운 기러기상
- 멜팅 아이스크림 - 홍진훤 수상

### 특별상 - 관객상
- 홈그라운드 - 권아람 수상

### 특별상 - 신진감독상
- 홈그라운드 - 권아람 수상

### 국제경쟁
- 무첸바허 - 루스 베커만
- 안개 속의 아이들 - 지엠 하 레
- 보라색 집에 관한 이야기 - 압바스 파델
- 에아미 - 파스 엔시나
- 우리 이름은 학생 - 라피키 파리알라
- 나심 - 올레 야콥스 외 1명
- 자본주의에 대처하는 연인들을 위한 안내서 - 바실 카레-아고스티니
- 나의 자리를 찾아서 - 마티아 콜롬보 외 1명
- 비극이 잠든 땅 - 쿰자나 노바코바 외 1명
- 숨겨진 편지, 그리고 사랑 - 로빈 훈징거
- 크리미아의 유물 - 우카 후겐데이크
- 마음의 평화가 필요할 땐 박물관을 만들어 - 안나 엔다라 미슬로브 외 1명

### 한국경쟁
- 씨앗의 시간 - 설수안
- 돌들이 말할 때까지 - 김경만
- 다섯번째 방 - 전찬영
- 홈그라운드 - 권아람
- 해체: 바다의 몸 - 박군제
- 엄마, 영순 - 이창준
- 뼈 - 신나리
- 비상구 있는 집 - 장주영

### 아시아경쟁
- 미얀마의 산파들 - 스노우 흐닌 아이 흘라잉
- 거대한 균열: 항손둥 동굴 이야기 - 엘라스터 에반스
- 델리카도 - 카를 말라쿠나스
- H2: 점령 실험 - 이디트 아브라하미 외 1명
- 에틸라트로즈: 아프간의 기자들 - 압바스 리자이
- 백 년과 희망 - 니시하라 다카시
- 참배 - 우루퐁 락사사드
- 그 땅의 잔디는 더 푸르리라 - 크리스탈 웡
- 녹색 감옥 - 황 인위
- 땅에 닿지 않는 비 - 원호연 외 1명

### 단편경쟁
- 꿈을 뒤덮은 먼지 - 스테파니 탕킬리산 외 1명
- 아랄쿰 - 다니엘 아사디 파에지 외 1명
- 핫/스턱/데드 - 이은희
- 사막의 요새지 - 파샤드 파다이안
- 쿠르드어를 지키는 사람들 - 사르코 메스가리
- 나는 그게 좋아 - 니다 메붑
- 카트만두 몬순 - 니마 겔루 셰르파
- 파티 포스터 - 리시 찬드나
- 릴 전쟁: 샬랄 - 카르니 만델
- 상실의 집 - 전진규
- 선 댄스 - 김하연
- 채를 찾아서 - 박가영
- 페이오프 - 강상우
- 국수한관이산이넘어갔네 - 김병찬
- 나라 없는 길에 관한 이야기 - 웨이성 황 외 1명
- 성스러운 암소 - 바룬 초프라
- 바다로 가는 종이배 - 아르만 골리푸르 다쉬타키
- 별 아래 파도 위의 집 - 라우 켁 후앗
- 레이가 사고 싶어 - 권희수 외 2명
- 씨티백 - 황선영
- 여공들의 기숙사 - 소요헨
- 이것은 보이는 것과 다르다 - 최희현
- 더 보이즈 클럽 - 첸 이웬
- 로봇이 아닙니다. - 강예솔
- 네임리스 신드롬 - 차재민
- 나는 기억한다 - 페가 아한가라니

### 글로벌 비전
- 우리의 심장박동은 폭발하는 별들을 통해 연결되어 있다 - 제니퍼 레인스포드
- 작은 섬 - 티지안 부치
- 매장 - 에밀리아 슈카르눌리테
- 세컨 찬스 - 라민 바라니
- 제자리에 없는 물질 - 니콜라우스 가이어할터
- 애프터썬 - 유이스 갈테르
- 바람은 국경을 무너뜨린다 - 로라 파에르만 외 1명
- 원스 어폰 어 타임 인 우간다 - 캐스린 추벡
- 평평한 삶 - 데이빗 이스틸
- 도망친 사람이 유령이다 - 친위안 레이
- 대리석 오디세이 - 션 왕
- 어느 유대인의 삶 - 크리스티안 케머 외 3명
- 틱톡커의 해피엔딩 - 수산느 레지나 미우레스
- 작은 새들 - 리디아 두다
- 마리우폴리스 2 - 만타스 크베다라비치우스
- 영화의 이름으로, 전쟁에 반대한다 - New Asian Filmmakers Collective
- 동물 해방의 길 어딘가에서 - 베사 쿠오스마넨 외 1명
- 골칫덩어리 곰 - 가브리엘라 오시오 반덴 외 1명

### 한국쇼케이스
- 장기자랑 - 이소현
- 멜팅 아이스크림 - 홍진훤
- 노 웨이 아웃 - 섹 알마문
- 느티나무 아래 - 오정훈
- 나는 마을 방과후 교사입니다. - 박홍열 외 1명
- 봄바람 프로젝트 - 여기, 우리가 있다 - 현장 미디어 프로젝트 봄바람

### 마스터즈
- 부부 - 프레더릭 와이즈먼
- 에브리씽 윌 비 오케이 - 리티 판
- 키이우 재판 - 세르히 로즈니차
- 불 속의 연인: 카티아와 모리스 크래프트를 위한 진혼곡 - 베르너 헤어조크
- 그러면 중국은? - 트린 T. 민하
- 발코니 무비 - 파벨 로진스키
- 불안정한 사물들 2 - 다니엘 아이젠버그
- 써야할 곡이 없을 때 그리고 다른 로마 이야기들 - 에리크 보들레르
- 로힝야 - 아이 웨이웨이
- 액트 오브 킬링 - 조슈아 오펜하이머 외 1명
- 2차 송환 - 김동원
- 바다의 극장 - 김응수
- 카프카의 무덤 - 장-끌로드 루소
- 웰컴 - 장-끌로드 루소
- 시간을 거슬러 - 벤 러셀
- 이젠/런던 - 벤 리버스
- 애프터 워크 - 벤 리버스

### 오픈시네마
- 킵 스텝핑 - 루크 코니시
- 그래도 나는 노래하리 - 파질라 아미리
- 고장난 악기로 만든 오케스트라 - 유발 하메이리 외 1명
- 라스 브리사스의 아이들 - 마리아넬라 말도나도
- 아틀란티스의 황제 - 세바스티앙 알피
- 다정한 마음 - 올리비아 로체트 외 1명
- 나는 코미디언이다 - 후미아리 휴가

### DMZ-POV
- 죽음의 무도 - 툰스카 빤시티보라꿀 외 1명
- 악토퍼스 - 카림 카셈
- 기억은 우리 것 - 라미 파라흐 외 1명
- 홈메이드 스토리 - 니달 뎁스
- 어반 솔루션즈 - 아르네 헥터 외 2명
- 모두를 위한 일! - 막시밀리언 반 아에르트릭크 외 1명
- 게티이미지로 만드는 세계사 - 리차드 미섹
- 미얀마의 편지 - 페트 롬
- 움직이는 모래들 - 메 틴 치
- 벨 리버: 강의 일부가 된 마을이야기 - Guillaume Fournier 외 1명
- 아침이슬–‘세뇌’라는 스티그마 - 금선희
- 타국의 하늘 - 금선희
- 레이테 드림 - 금선희
- 디어 디어 - 금선희
- 증언 - 다카가와 카즈야 외 1명
- 비스트 오브 미 - 금선희
- 7개의 배를 바치다 - 금선희
- 압살의 숲 - 오가와 신스케
- 일본해방전선, 산리츠카의 여름 - 오가와 신스케
- 일본해방전선, 산리츠카의 겨울 - 오가와 신스케
- 산리츠카 - 제3차 강제 측량 저지 투쟁 - 오가와 신스케
- 산리츠카 - 제2요새의 사람들 - 오가와 신스케
- 산리츠카 - 이와야마에 철탑이 세워지다 - 오가와 신스케
- 산리츠카: 헤타 마을 - 오가와 신스케
- 산리츠카 - 오월의 하늘 - 오가와 신스케
- 마기노 마을의 전설 - 오가와 신스케

### 유스 닥스
- 두 유 노 벡델? - 민주홍
- 이것 또한 사랑이라면 - 박소은
- 슈퍼우먼 - 백지윤
- 배드 파더 - 박윤성
- 굿바이, 무궁화호 - 한진섭
- 얼레벌레 곤충소비생활 - 원희주